# Daniela Carvalho
Daniela de Carvalho Oliveira (Itapetininga, 19 de maio de 1986) é uma atriz brasileira.

## Biografia
Carvalho começou a atuar ainda na infância, em peças realizadas na igreja que sua família frequentava. Entretanto, seus pais prestaram mais atenção ao interesse dela pela interpretação quando, na escola, ela começou a receber muitos elogios da professora de Artes Cênicas, enquanto, ao mesmo tempo, era considerada preguiçosa nas outras matérias.
Com dezoito anos, Carvalho foi morar sozinha em São Paulo para estudar teatro. No final de 2007, participou do quadro "Casal Malhação 2008", concurso promovido pelo Caldeirão do Huck, onde foi uma dos quatro finalistas. O concurso escolheria um menino e uma menina para fazer parte da 15.ª temporada de Malhação (2008). Entretanto, o diretor Ricardo Waddington selecionou dois homens, Caio Castro e Rael Barja, para o elenco da novela. Graças ao concurso, ela ganhou uma vaga na Oficina de Atores da Globo e, dois anos depois, foi selecionada para protagonizar a 18.ª temporada da trama (2010–11). Sua personagem era Catarina, uma jovem de classe média alta que se apaixona por Pedro (Bruno Gissoni), um rapaz morador da periferia que estuda no mesmo colégio que ela. Porém os dois, criados em universos diferentes, não admitem o amor que sentem um pelo outro.
A atriz, depois de Malhação, fez apenas participações especiais em novelas da TV Globo, a mais recente foi a personagem Carolina em Orgulho e Paixão (2018). Hoje, se dedica mais ao teatro e peças publicitárias. No final de 2018, ela fez uma mudança radical em sua vida, se mudou para Dublin, Irlanda, e mora lá até hoje.
Carvalho tem um canal no YouTube, onde fala de seus momentos como atriz.

## Filmografia

### Televisão
| Ano     | Título                  | Personagem                   | Notas                             |
| ------- | ----------------------- | ---------------------------- | --------------------------------- |
| 2007    | Caldeirão do Huck       | Participante                 | Quadro: Concurso Casal Malhação   |
| 2008    | Faça Sua História       | Daisy                        | Episódio: "Miss Garota Suburbana" |
| 2008    | Malhação                | Ficante de Tony              | Episódio: "18 de agosto"          |
| 2009    | Tudo Novo de Novo       | Laura                        | Episódio: "Duas Irmãs"            |
| 2010–11 | Malhação                | Catarina Leal Barreto (Cati) | Temporada 18                      |
| 2013    | Louco por Elas          | Betina                       | Episódio: "O Pobre"               |
| 2015    | Verdades Secretas       | Tina                         | Episódio: "22 de setembro"        |
| 2016    | Sol Nascente            | Flerta                       | Episódio: "22 de novembro"        |
| 2017    | O Outro Lado do Paraíso | Soraia                       | Episódio: "19 de dezembro"        |
| 2018    | Orgulho e Paixão        | Carolina                     | Episódio: "22 de março"           |

### Cinema
| Ano  | Título    | Personagem |
| ---- | --------- | ---------- |
| 2011 | Desenrola | Carla      |

## Teatro
| Ano  | Peça                |
| ---- | ------------------- |
| 2011 | Caixa de Phosphorus |
| 2012 | Romeu na Roda       |